# OAKA Olympic Indoor Hall
Die OAKA Olympic Indoor Hall (griechisch Ολυμπιακό Κλειστό Γυμναστήριο, Olympiako Klisto Gymnastirio), häufig auch als Olympiahalle Athen bezeichnet und in Griechenland oft nur OAKA genannt, ist eine Mehrzweckhalle im Olympia-Sportkomplex Athen. Die in der Athener Vorstadt Marousi gelegene Multifunktionshalle war Wettkampfort während der Olympischen Sommerspiele 2004. Die Basketballmannschaft von Panathinaikos Athen trägt hier ihre Heimspiele aus. Neben Panathinaikos wird das OAKA auch regelmäßig von der griechischen Basketballnationalmannschaft genutzt. Das OAKA weist eine Kapazität von 18.500 Zuschauern bei Basketballspielen auf und ist damit die größte Sporthalle Griechenlands und eine der größten Europas.

## Lage und Verkehrsanbindung
Die Indoor Hall befindet sich inmitten des Olympia-Sportkomplex Athen, welches ca. neun Kilometer nordöstlich des Stadtzentrums im Vorort Maroussi bzw. 22 Kilometer nordwestlich des Flughafens von Athen liegt. Die Stätte befindet sich in zentraler Lage des Sportkomplexes und ist auch mit Kraftfahrzeugen erreichbar. In unmittelbarer Nähe befindet sich das Olympiastadion Athen, das Velodrom sowie das Wassersport- und Tenniszentrum.
Die Halle kann durch die Haltestelle Irini, die sich in unmittelbarer Nähe des Olympia-Sportkomplexes befindet, mit der Linie 1 (ISAP) der Metro erreicht werden. Von dort aus ist noch ein zehnminütiger Fußweg zur Arena erforderlich. Zudem bedienen Linienbusse eine Haltestelle in der Nähe des Olympiastadions. An der neuen Umsteigestation Neratziotissa besteht Anschluss an die S-Bahn Proastiakos.
Im näheren Umkreis des Sportkomplexes befindet sich das Einkaufszentrum The Mall, das Luxus-Label-Einkaufszentrum Golden Mall (ehemaliges Olymp. Pressezentrum) und das private Krankenhaus IASO.

## Geschichte
Die erste Sportstätte, die auf dem Areal des Olympia-Sportkomplexes entstand, war das Olympiastadion. Nach dessen Grundsteinlegung am 8. Januar 1980 dauerte es bis zur Fertigstellung lediglich zweieinhalb Jahre ehe am 8. September 1982 die offizielle Eröffnung gefeiert wurde. In den folgenden Jahren entstanden rund um das Olympiastadion das Velodrom (1991), das Schwimmzentrum (1991) sowie das Tenniszentrum (2004).
Die Indoor Hall wurde 1995 fertiggestellt und resultierte aus der Notwendigkeit eine Sporthalle zu errichten, die internationalen Ansprüchen an ein Großereignis gerecht werden würde. Bis zu diesem Zeitpunkt war die größte Sporthalle im Athener Großraum ausgenommen Piräus das Klisto Gymnastirio Glyfadas mit einem Fassungsvermögen von lediglich 3.232 Zuschauern. Größte Halle Griechenlands war die ca. 17.000 Zuschauer fassende Mehrzweckhalle Stadion des Friedens und der Freundschaft (SEF) in Piräus.
Nach den Vorstellungen des Nationalen Olympischen Komitees Griechenlands sollten die Olympischen Sommerspiele 1996 in Athen stattfinden, weil diese Spiele 100 Jahre zuvor bereits in Athen ausgetragen worden waren. Die Indoor Hall nahm bei den Planungen und der Vergabe der potentiellen Wettkampfstätten eine zentrale Rolle ein. Entgegen allen Erwartungen erhielt jedoch die Mitbewerberstadt Atlanta den Zuschlag zur Austragung der Spiele von 1996.
Anlässlich des Zuschlags zur Austragung der Olympischen Sommerspiele 2004 wurde die Indoor Hall zwischen 2003 und 2004 Modernisierungsmaßnahmen unterzogen. Die Investitionssumme belief sich auf eine Höhe von 7.064.000 Euro. Die erforderlichen Arbeiten umfassten in erster Linie die Aufwertung der Elektroinstallationen. Abgeschlossen wurden die Modernisierungsmaßnahmen am 30. Juli 2004, die offizielle Neueröffnung erfolgte am 10. August des Jahres.
Die Halle erinnert in ihrem Erscheinungsbild einem Nurdachhaus, da außer den Giebelseiten oberhalb des Erdbodens nur das Dach sichtbar existiert. Die Dachkonstruktion ruht auf vier 35 m hohen Stahlbetontürmen, die paarweise in einem Abstand von 108 m auf den Giebelseiten angeordnet sind. Die Innenmaße der Halle betragen 70 × 40 m. Im Jahr 2019 erwarb Panathinaikos einen Videowürfel, der seitdem bei Basketballspielen genutzt wird.
Am 3. Mai 2023 stimmte der Verwaltungsrat des OAKA einstimmig dem Konzessionsvertrag mit Panathinaikos über ein alleiniges, 49-jähriges Nutzungsrecht der Halle zu. Panathinaikos übergab die Verwaltung der Anlage an die White Veil S.A., ein Unternehmen des Veranstaltungs- und Gebäudemanagements. Eine Bedingung des Konzessionsvertrags war die Renovierung der Olympiahalle auf Kosten des Clubs. Im darauf folgenden Sommer fanden umfangreiche Modernisierungsmaßnahmen an der Halle statt. Diese umfassten u. a. die Einrichtung von V.I.P.-Logen, dem Austausch des Videowürfels und der Bestuhlung, die Installation neuer LED-Anzeigetafeln. Ferner erfolgten Sanierungsmaßnahmen an den Sanitäreinrichtungen und den Umkleidekabinen. Mit der Übernahme erhielt die Halle auch die Bezeichnung ΟAKA Basketball Arena. Am 10. Oktober 2024 wurde die Halle mit dem Spiel der EuroLeague gegen den FC Bayern München (94:79) wiedereröffnet. Dabei kam in der OAKA erstmals ein LED-Spielfeld aus Glas zum Einsatz.

## Mantelnutzung
Unterhalb der Tribünen befinden sich u. a. 12 Umkleidekabinen, ein 500 m² großes Pressezentrum nebst einem 100 m² großem Raum für Pressekonferenzen, eine Medizinabteilung sowie 20 Arrestzellen.
Ebenfalls zur Indoor Hall gehören zwei kleine Sporthallen mit einer Größe von 19 × 9 m die zu Trainings- und Aufwärmzwecken dienen.

## Aktuelle Nutzung
Aktuell wird die Indoor Hall von der Basketballabteilung von Panathinaikos Athen genutzt. Griechenlands erfolgreichster Verein trägt sowohl die Spiele im nationalen Ligawettbewerb, der A1 Ethniki, als auch seine internationalen Spiele in der EuroLeague im OAKA aus. Vom griechischen Basketballverband wird die Indoor Hall als Austragungsort des Akropolis-Turniers genutzt.
In der Vergangenheit diente die Indoor Hall auch der Basketballabteilung von AEK Athen als Heimspielstätte. Während der EuroLeague 2009/10 trug der Verein GS Marousi seine Europapokalspiele im OAKA aus.
Am 4. und 5. Februar 2023 bestritt die griechische Davis-Cup-Mannschaft ihre Begegnung in den World Group I Play-Offs gegen Ecuador (3:1) auf Hartplatz in der eigens umgestalteten Halle.

## Veranstaltungen
Die Indoor Hall war bereits Gastgeber vieler bedeutender nationaler und internationaler Großereignisse. Eine herausragende Rolle nehmen hierbei die Olympischen Sommerspiele 2004
sowie die Welt- und Europameisterschaften im Basketball ein.
Zu den bedeutendsten nationalen Ereignissen gehören die Finalspiele um den griechischen Vereinspokal im Basketball in den Jahren 1997, 2001, 2007, 2015 und 2016.

### Basketball-Europameisterschaft 1995
Das erste sportliche Großereignis, welches in der Indoor Hall ausgetragen wurde, war die Basketball-Europameisterschaft 1995, die vom 21. Juni bis 2. Juli 1995 in Athen stattfand. Es waren die 29. Europameisterschaften. Alle Spiele des Turniers wurden in der Indoor Hall ausgetragen. Das Turnier gewinnen konnte die Nationalmannschaft aus Serbien und Montenegro.

### U-19-Basketball-Weltmeisterschaft 1995
Zwischen dem 12. und 22. Juli 1995 wurde die U-19-Basketball-Weltmeisterschaft in Athen ausgetragen. Neben dem Athener OAKA wurden die Vorrundenspiele in Thessaloniki, Larisa, Patras und Lamia ausgetragen. Ab dem Viertelfinale fanden sämtliche Spiele in der Indoor Hall statt. Als Sieger des Turniers ging die griechische Nationalmannschaft hervor, die das Turnier ungeschlagen beenden konnte.

### Basketball-Weltmeisterschaft 1998
Vom 29. Juli bis 9. August 1998 war die Indoor Hall Austragungsstätte der 14. Basketball-Weltmeisterschaft. Die Nationalmannschaft der Bundesrepublik Jugoslawien wurde bei ihrer ersten Teilnahme nach der Auflösung der Sozialistischen Föderativen Republik Jugoslawien Weltmeister. Vizeweltmeister wurde die Mannschaft aus Russland. Den dritten Platz belegte der aufgrund eines Lockouts ohne NBA-Spieler angetretene Titelverteidiger aus den Vereinigten Staaten. Gastgeber Griechenland belegte den 4. Platz. Deutschland, Österreich und die Schweiz konnten sich nicht für die Teilnahme an dieser Weltmeisterschaft qualifizieren. Neben der Indoor Hall war das Stadion des Friedens und der Freundschaft in Piräus Austragungsort des Turniers.

### Olympische Sommerspiele 2004
Während der Olympischen Sommerspiele 2004 war das OAKA die größte Sporthalle. Hier fanden die Wettkämpfe im Gerätturnen und Trampolinturnen sowie die Finalbegegnungen im Basketball statt. Während der olympischen Wettbewerbe war die Zuschauerkapazität auf 12.000 beschränkt.

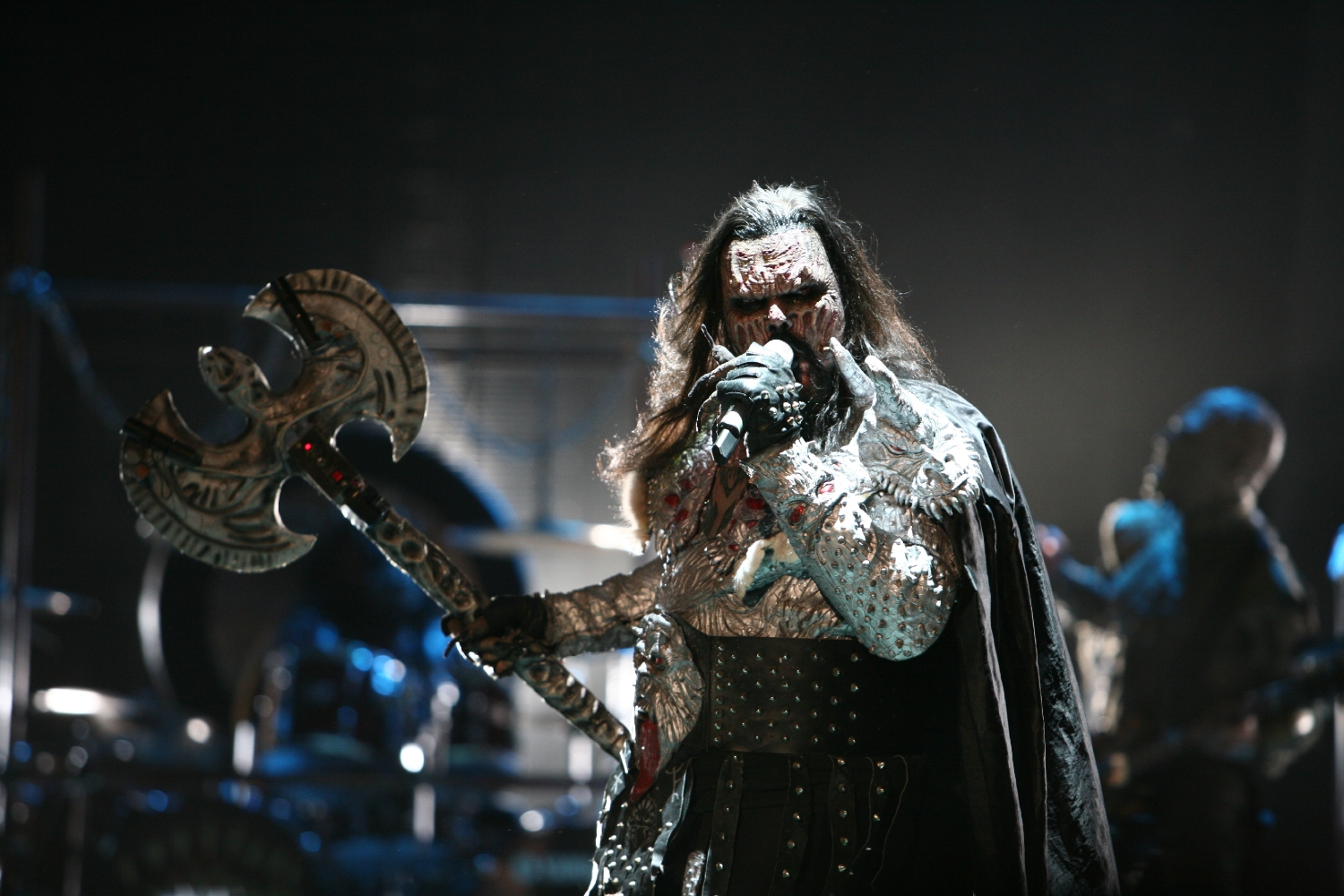
ESC-Sieger 2006 Lordi

### Eurovision Song Contest 2006
Nach Elena Paparizous Sieg beim Eurovision Song Contest 2005 wurde am 20. Mai 2006 in der Olympiahalle der 51. Eurovision Song Contest ausgetragen. Zu diesem Zweck wurden temporäre Umbaumaßnahmen nötig, welche das Fassungsvermögen der Halle während des Wettbewerbs auf 15.000 Sitzplätze sinken ließ. Gewinner war Finnland mit der Gruppe Lordi und ihrem Song Hard Rock Hallelujah.

### Final Four der EuroLeague 2006/07
2007 war die Olympiahalle Austragungsort des Final Four der EuroLeague. Neben dem Gewinner dieses Turniers Panathinaikos Athen konnten sich für das Finale die Mannschaften von ZSKA Moskau qualifizieren. Für die Griechen bedeutete dies vor heimischem Publikum den vierten Europapokaltitel.

### Final Four im CEV-Pokal 2008/09
2009 wurde in Athen das Final Four um den CEV-Pokal im Volleyball ausgetragen. Die 15.000 im Finale anwesenden Fans stellen dabei einen bis heute gültigen Europarekord für ein Volleyballspiel in einem Europapokalwettbewerb dar. Die heimische Mannschaft von Panathinaikos Athen erreichte bei diesem Turnier den zweiten Platz.

### Final Four der Basketball Champions League 2017/18
Vom 4. bis 6. Mai 2018 wurde im OAKA das Final Four der Basketball Champions League ausgetragen. Neben dem Gewinner dieses Turniers AEK Athen, die sich im Finale gegen AS Monaco durchsetzen konnten, nahmen MHP Riesen Ludwigsburg sowie UCAM Murcia teil. Für AEK bedeutete dies vor heimischem Publikum den dritten Erfolg in einem Europapokal.

### Final Eight der Basketball Champions League 2019/20
Durch die Saisonunterbrechung der Champions League im März 2020 verschob sich der weitere Verlauf des Wettbewerbes. Zwischen dem 30. September und dem 4. Oktober des Jahres soll in der OAKA Olympic Indoor Hall die Endrunde in einem Final Eight ausgetragen werden.

### Konzerte
In der Indoor Hall sind bereits viele nationale und internationale Künstler aufgetreten. Zu den bekanntesten gehören Jennifer Lopez, Björk, Beyoncé, Tokio Hotel, Elena Paparizou, Sakis Rouvas und Anna Vissi.

## Galerie

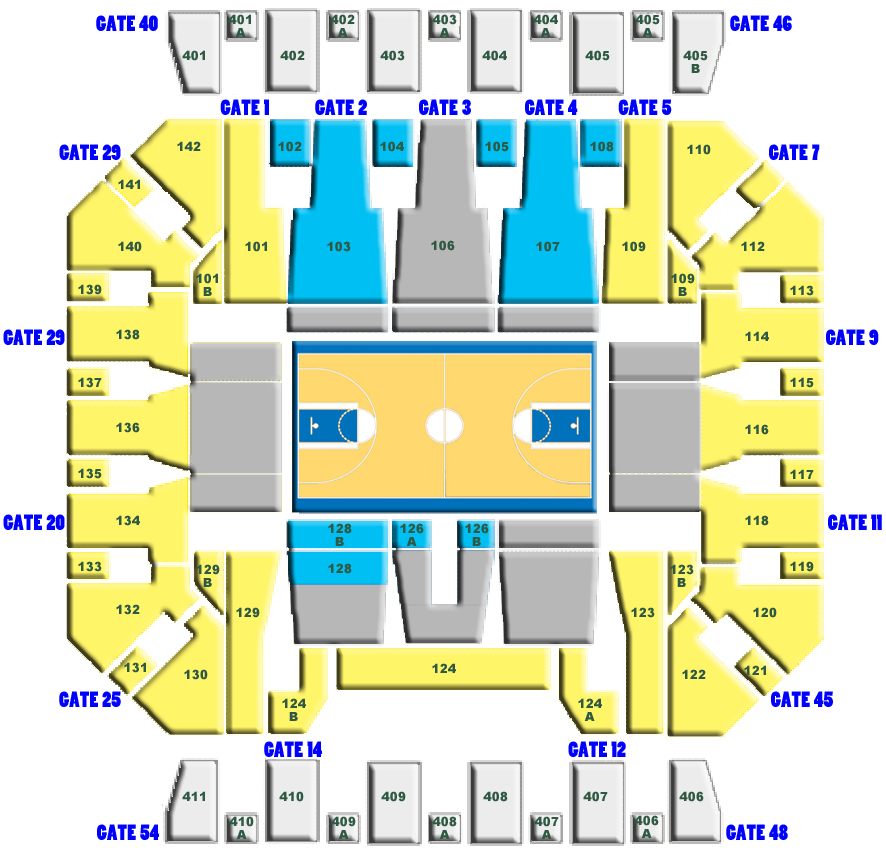
Sitzplan der Indoor Hall
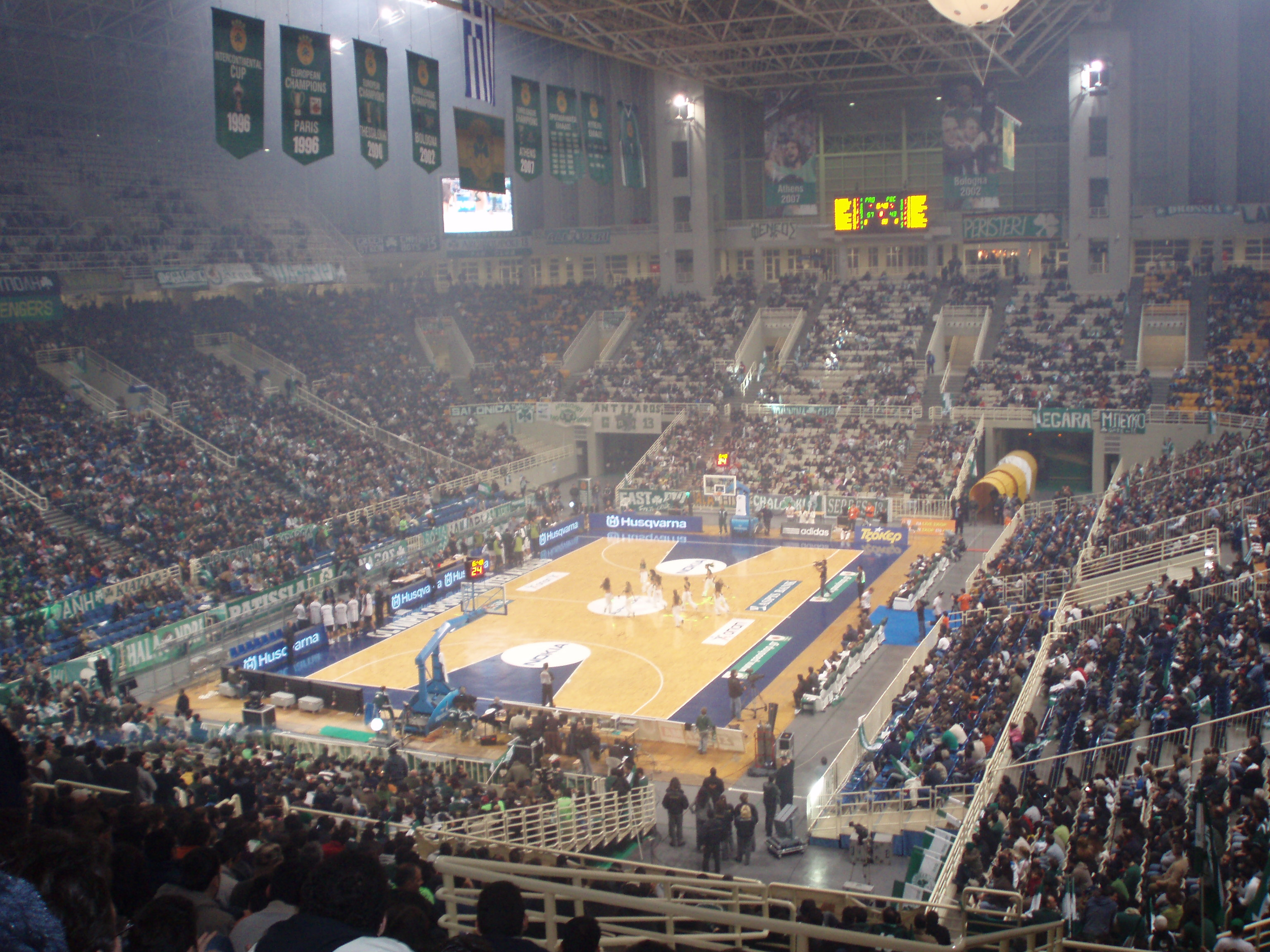
Der Innenraum (2008)
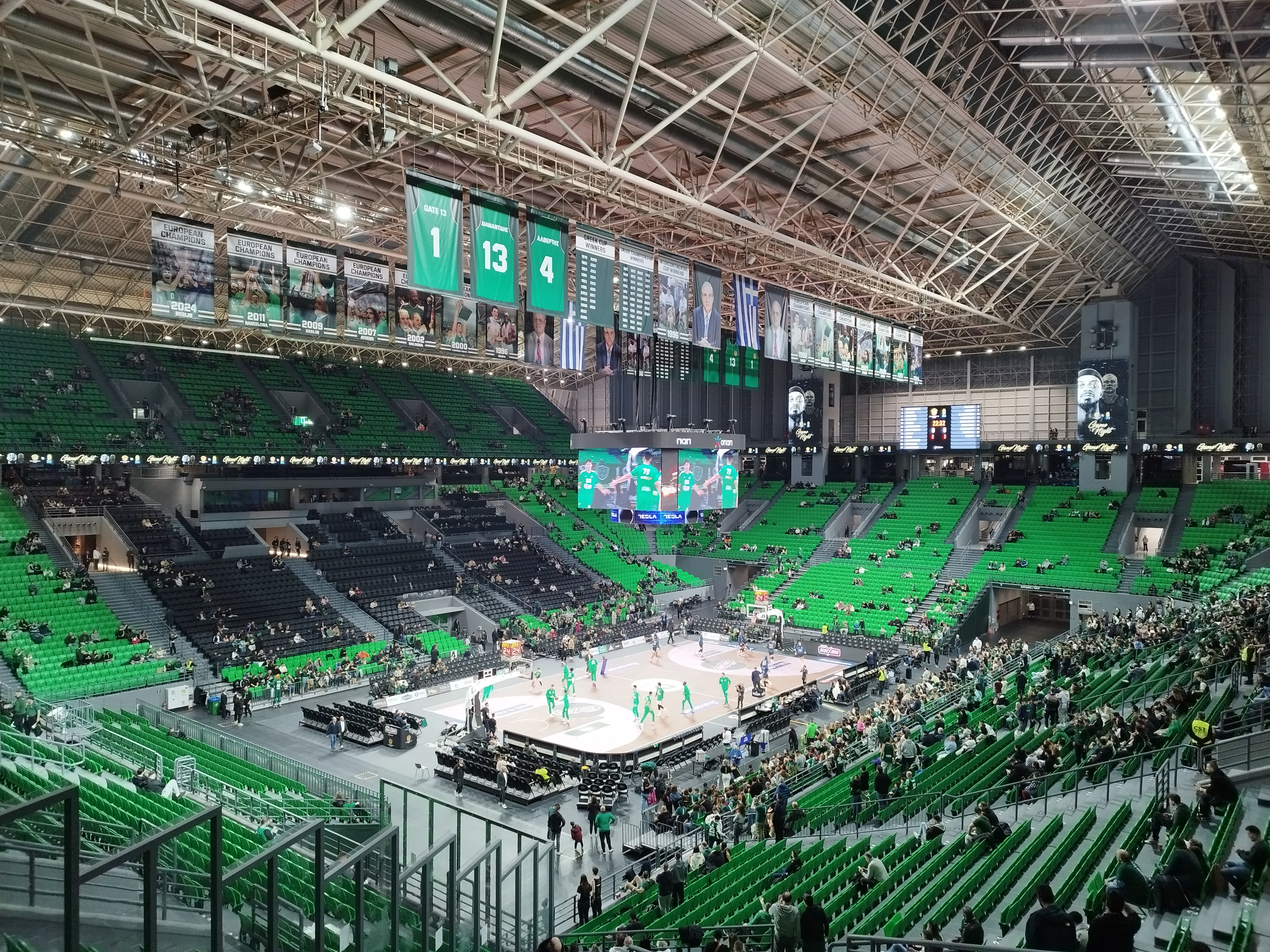
Der Innenraum (2024)